# Vilar de Mouros
Vilar de Mouros é uma povoação portuguesa sede da Freguesia de Vilar de Mouros do Município de Caminha, freguesia com 10,38 km² de área e 725 habitantes (censo de 2021), tendo, por isso, uma densidade populacional de 69,8 hab./km².
Esta freguesia tornou-se famosa em 1971 por ser o local de realização do Festival de Vilar de Mouros, que decorre todos os anos no Verão com artistas de gabarito internacional, chamando muitos visitantes à freguesia.

## Demografia
Nota: Nos anos de 1911 a 1930 esteve anexada à freguesia de Caminha-Matriz 
A população registada nos censos foi:
| Ano  | 0-14 Anos | 15-24 Anos | 25-64 Anos | > 65 Anos |
| 2001 | 119       | 105        | 401        | 194       |
| 2011 | 103       | 76         | 411        | 163       |
| 2021 | 85        | 66         | 364        | 210       |

## Património
- Ponte Medieval (Gótica) de Vilar de Mouros
- Torre de Vilar de Mouros
- Igreja Paroquial
- Igreja Nova (Senhor dos Passos)
- Capela da Senhora do Crasto
- Capela de S. Brás
- Capela de Santo Amaro
- Capela de São Sebastião
- Capela de Santa Luzia
- Capela da Senhora da Lapa
- Capela do Bom Sucesso
- Capela de Santo António

## Turismo
- «Casa da Ponte»

## Política

### Resultados eleitorais para Junta de Freguesia
| Data | %       | M       | %    | M   | %    | M  | %    | M       | %       | M       |
| Data | PPD/PSD | PPD/PSD | IND  | IND | PS   | AD | AD   | APU/CDU | APU/CDU | APU/CDU |
| ---- | ------- | ------- | ---- | --- | ---- | -- | ---- | ------- | ------- | ------- |
| 1976 | 42,4    | 4       | 23,0 | 2   | 20,6 | 1  |      |         |         |         |
| 1979 |         |         |      |     | 24,0 | 2  | 51,9 | 5       | 22,2    | 2       |
| 1982 | 28,1    | 3       | 43,0 | 4   | 22,9 | 2  |      |         |         |         |
| 1985 | 47,6    | 4       | 29,5 | 2   |      |    | 20,0 | 1       |         |         |
| 1989 | 28,2    | 2       | 28,2 | 2   | 39,1 | 3  |      |         |         |         |
| 1993 | 20,6    | 1       | 10,6 | -   | 64,3 | 6  |      |         |         |         |
| 1997 | 7,4     | -       | 18,8 | 1   | 65,2 | 6  |      |         |         |         |
| 2001 | 17,5    | 1       | 14,8 | 1   | 61,1 | 5  |      |         |         |         |
| 2005 | 26,2    | 2       | 15,1 | 1   | 53,5 | 4  |      |         |         |         |
| 2009 | 32,6    | 3       | 31,9 | 2   | 32,3 | 2  |      |         |         |         |
| 2013 | 27,4    | 2       | 15,7 | 1   | 21,4 | 2  | 31,7 | 2       |         |         |
| 2017 | 21,0    | 1       |      |     | 24,1 | 2  | 49,3 | 4       |         |         |